# Jeff Ekhator
Osayuki Jeff Ekhator (Genova, 11 novembre 2006) è un calciatore italiano, attaccante del Genoa.

## Biografia
È nato a Genova da genitori nigeriani.

## Carriera

### Club
Ha iniziato a giocare a calcio dall'età di 3 anni alla scuola calcio dell'oratorio Don Bosco. All'età di 8 anni si è unito al settore giovanile del Genoa, club di cui è tifoso sin da piccolo, con cui successivamente ha debuttato in prima squadra il 9 agosto 2024 nell'incontro di Coppa Italia vinto 1-0 contro la Reggiana. Otto giorni dopo ha esordito in massima serie coi genoani nel pareggio per 2-2 contro l'Inter. Il 5 ottobre seguente realizza il suo primo goal da professionista, nella sconfitta per 5-1 contro l'Atalanta. L'11 novembre seguente, invece rinnova il proprio contratto coi rossoblù sino al 30 giugno 2029.

### Nazionale
Nel 2024 ha esordito nella nazionale under 19, trovando la sua prima rete alla sesta presenza in maglia azzurra, nell'incontro vinto per 3-0 contro i pari età montegrini e valido per le qualificazioni all'europeo di categoria.

## Statistiche

### Presenze e reti nei club
Statistiche aggiornate al 24 maggio 2025.
| Stagione        | Squadra         | Campionato      | Campionato | Campionato | Coppe nazionali | Coppe nazionali | Coppe nazionali | Coppe continentali | Coppe continentali | Coppe continentali | Altre coppe | Altre coppe | Altre coppe | Totale | Totale |
| Stagione        | Squadra         | Comp            | Pres       | Reti       | Comp            | Pres            | Reti            | Comp               | Pres               | Reti               | Comp        | Pres        | Reti        | Pres   | Reti   |
| --------------- | --------------- | --------------- | ---------- | ---------- | --------------- | --------------- | --------------- | ------------------ | ------------------ | ------------------ | ----------- | ----------- | ----------- | ------ | ------ |
| 2024-2025       | Genoa           | A               | 24         | 1          | CI              | 1               | 0               |                    | -                  | -                  | -           | -           | -           | 25     | 1      |
| 2025-2026       | Genoa           | A               | 0          | 0          | CI              | 0               | 0               | -                  | -                  | -                  | -           | -           | -           | 0      | 0      |
| Totale Genoa    | Totale Genoa    | Totale Genoa    | 24         | 1          |                 | 1               | 0               |                    | -                  | -                  |             | -           | -           | 25     | 1      |
| Totale carriera | Totale carriera | Totale carriera | 24         | 1          |                 | 1               | 0               |                    | -                  | -                  |             | -           | -           | 25     | 1      |